# Julian Richard Smith

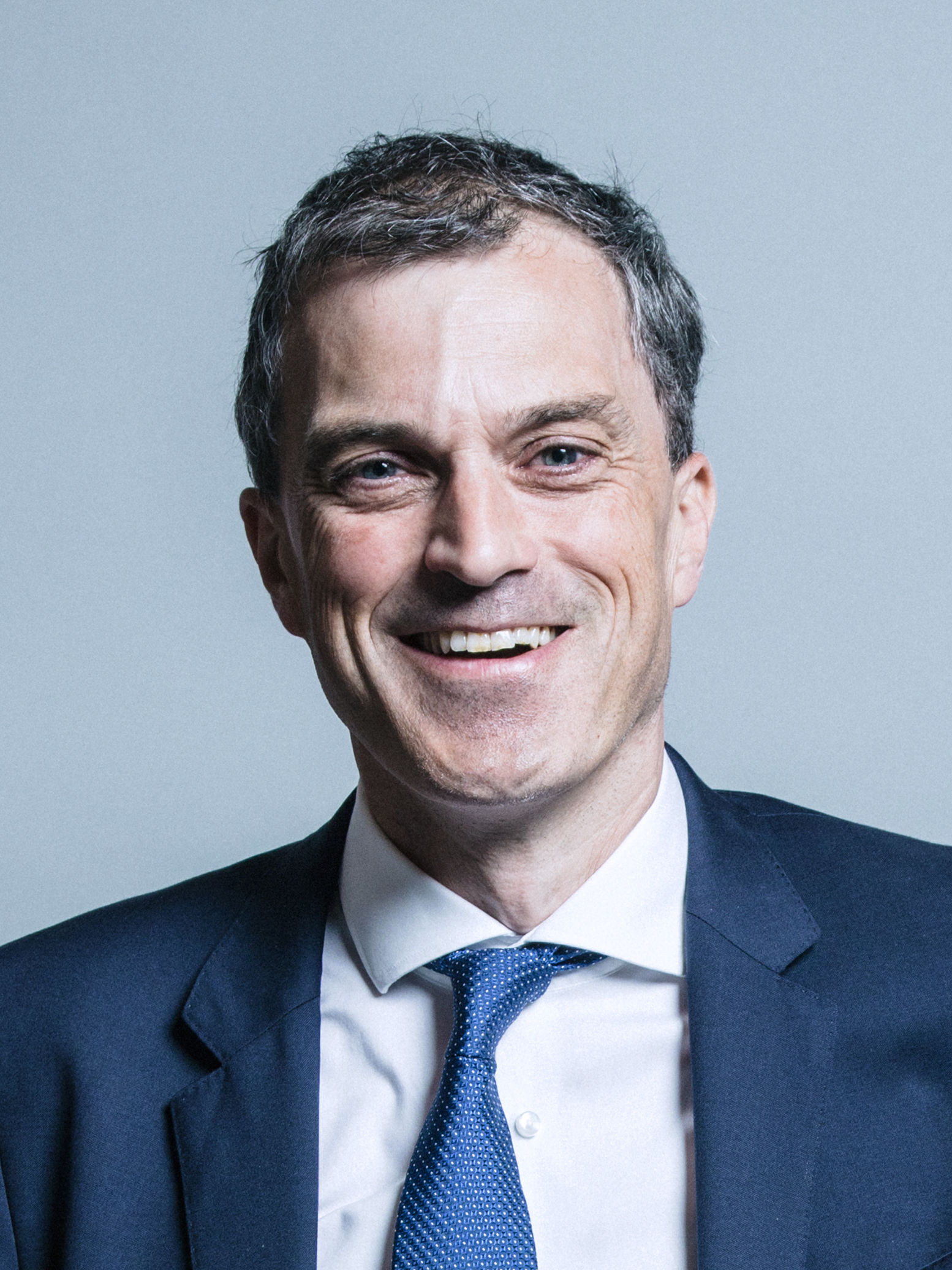
Julian Richard Smith (Juni 2017)

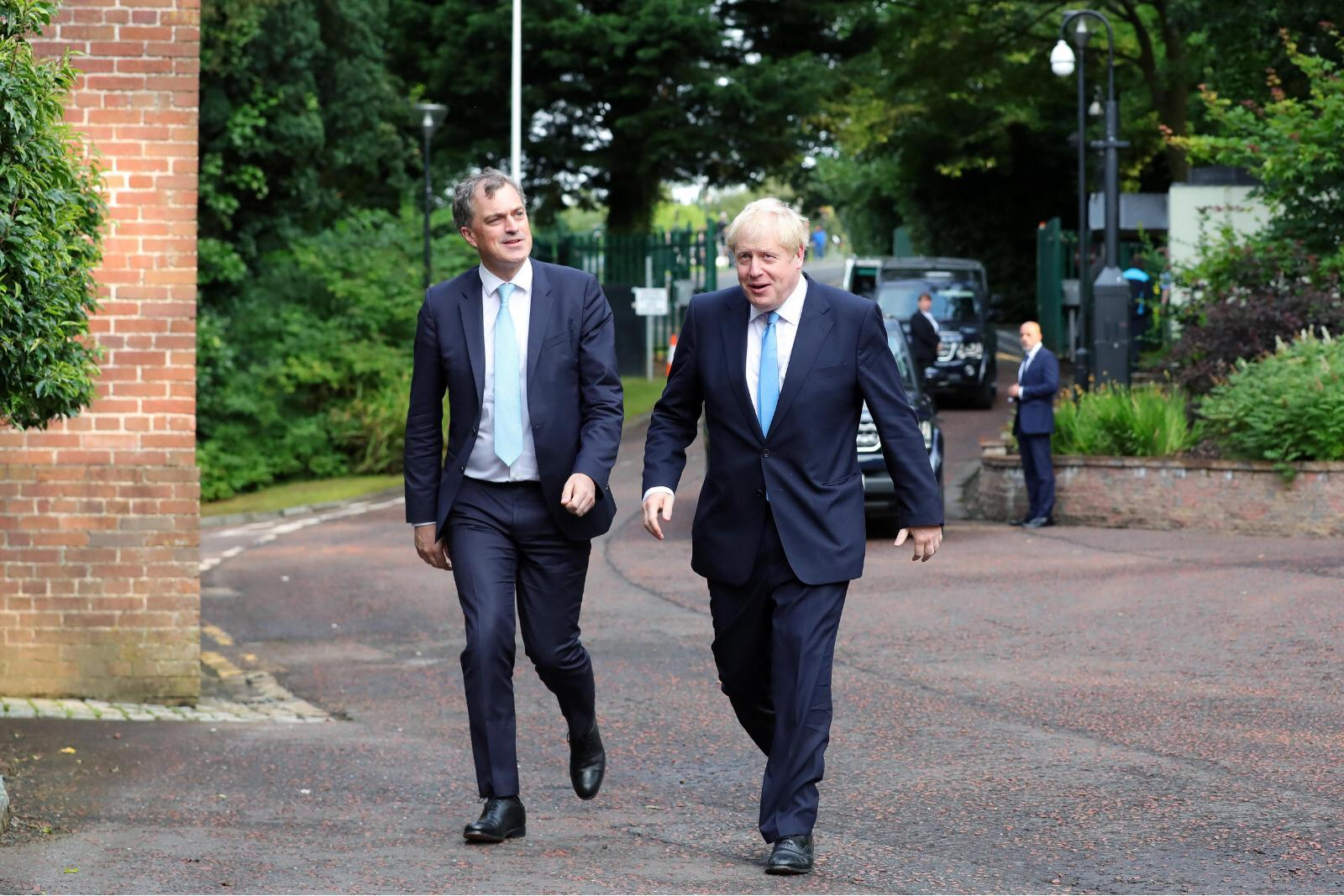
Julian Richard Smith mit Premierminister Boris Johnson bei einem Besuch in Nordirland (31. Juli 2019)

Sir Julian Richard Smith, KCB, CBE, PC (* 30. August 1971 in Stirling, Schottland) ist ein britischer Politiker der Conservative Party, der unter anderem seit 2010 Abgeordneter des Unterhauses (House of Commons) ist sowie im Kabinett May II von 2017 bis 2019 Erster Parlamentarischer Geschäftsführer der Fraktion der Konservativen im Unterhaus (hief Whip of the House of Commons) und zugleich Parlamentarischer Sekretär im Schatzamt (Parliamentary Secretary to the Treasury) war. Im Anschluss fungierte er zwischen 2019 und 2020 im ersten und zweiten Kabinett Johnson Minister für Nordirland (Secretary of State for Northern Ireland).

## Leben
Julian Richard Smith absolvierte nach dem Besuch der Balfron High School und der Millfield School ein Studium der Anglistik und Geschichte an der Universität Birmingham. Er war Unternehmer sowie Gründer und Geschäftsführer von Arq International. Bei der Unterhauswahl am 6. Mai 2010 wurde er für die Conservative Party im Wahlkreis Skipton and Ripon als Nachfolger seines Parteifreundes David Curry erstmals Abgeordneter des Unterhauses (House of Commons) und bei den Wahlen am 7. Mai 2015, am 8. Juni 2017 und am 12. Dezember 2019 jeweils wiedergewählt. Zu Beginn seiner Parlamentszugehörigkeit war er zwischen dem 12. Juli und dem 29. November 2010 kurzzeitig Mitglied des Schottland-Ausschusses (Scottish Affairs Committee) und fungierte zwischen dem 13. Mai 2015 und dem 17. Juli 2016 als Assistierender Parlamentarischer Geschäftsführer der Regierungsfraktion für das Schatzamt (Assistant Whip, HM Treasury). Er war zugleich vom 17. Juni 2015 bis zum 3. Mai 2017 Mitglied des Auswahlausschusses (Committee of Selection). Daneben übernahm er weitere Ämter und war zuerst zwischen dem 17. Juli 2016 und dem 13. Juni 2017 zunächst Parlamentarischer Geschäftsführer der Regierungsfraktion und Vize-Kammerherr des Königlichen Haushalts (Government Whip, Vice Chamberlain of HM Household) sowie im Anschluss vom 13. Juni bis zum 2. November 2017 stellvertretender Erster Parlamentarischer Geschäftsführer der Regierungsfraktion und Schatzmeister des Königlichen Haushalts (Deputy Chief Whip, Treasurer of the Household). Des Weiteren gehörte er zwischen dem 12. September und dem 14. November 2017 erneut dem Auswahlausschuss als Mitglied an.
Am 2. November 2017 übernahm Smith im Kabinett May II die Posten als Erster Parlamentarischer Geschäftsführer der Fraktion der Konservativen im Unterhaus (Chief Whip of the House of Commons) und zugleich als Parlamentarischer Sekretär im Schatzamt (Parliamentary Secretary to the Treasury). Er bekleidete diese Ämter bis zum Ende der Amtszeit des zweiten Kabinetts May am 24. Juli 2019. Ferner wurde er am 15. November 2017 auch Mitglied des Privy Council. Im darauf folgenden Kabinett Boris Johnson I wurde er zum Minister für Nordirland (Secretary of State for Northern Ireland) berufen und bekleidete dieses Ministeramt bis zu seiner Ablösung durch Brandon Lewis im Rahmen der Kabinettsumbildung am 13. Februar 2020 auch im Kabinett Boris Johnson II. Für seine Verdienste in dieser Zeit wurde er am 10. September 2019 zum Commander des Order of the British Empire (CBE) ernannt.